# Água encanada

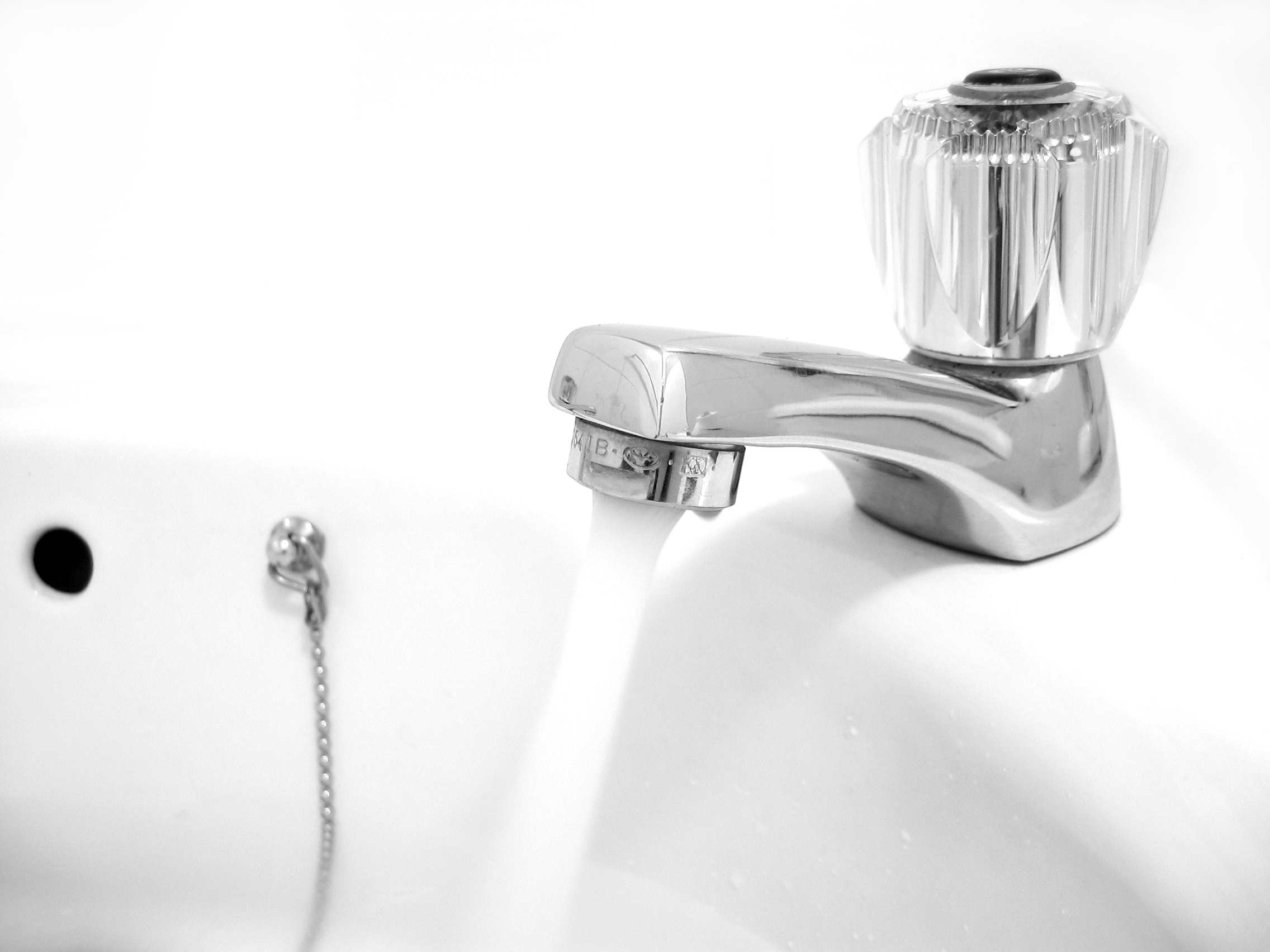
Uma toneira simples com água encanada.

Água encanada refere-se, no contexto de saneamento básico, na distribuição de água, geralmente potável, por meio de tubulações e encanamentos. Este serviço requer uma grande infraestrutura para a captação ou extração, armazenamento, purificação e finalmente bombeamento e distribuição da água aos pontos de consumo. 
Apesar da distribuição de água por meios de "encanamentos internos " ter surgido na antiguidade, poucas pessoas possuíam acesso até a segunda metade do século XIX, quando ela começou a se propagar no que hoje são os países desenvolvidos. A água encanada tornou-se comum em muitas regiões durante o século XX, e sua ausência se dá principalmente em regiões em situação de pobreza, bem como em países em desenvolvimento.

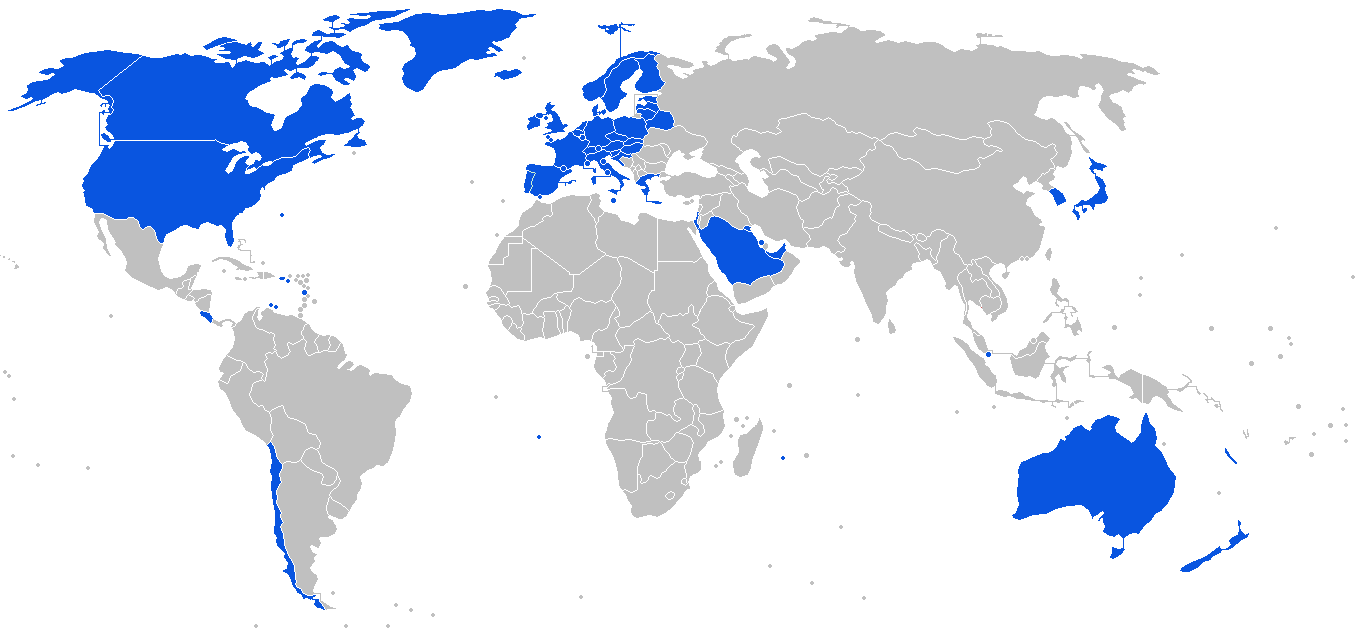
Países onde a água encanada direto da torneira é considerada segura para consumo.

A água encanada é culturalmente assumida ser água potável, especialmente nos países desenvolvidos. Geralmente, ela é potável, embora problemas com a qualidade da água não serem raros. Métodos domésticos de purificação de água, tal como filtros, ferver a água, ou destilação podem ser usados quando a potabilidade da água da torneira é duvidosa. A aplicação de tecnologias (tais como tratamento de água para as plantas) envolvidos no fornecimento de água potável para casas, empresas, edifícios públicos é um dos principais subcampo de engenharia sanitária. A infraestrutura de "água encanada" distingue-se de outros tipos de fornecimento de água doce tais como os proveniente da coleta de água da chuva em cisternas, da água provinda de poços artesianos, ou diretamente de córregos, rios ou lagos (cujo potabilidade, pode variar).

## Materiais
A instalação de tubulações de água pelo qual é feito a distribuição de água encanada tipicamente é feita com os seguintes tipos de materiais:

### Plástico[1]
- polibutileno (PB)
- polietileno reticulado de alta densidade (PE-X)
- bloco de copolímero de polipropileno (PP-B)
- copolímero de polipropileno (PP-H)
- copolímero aleatório de polipropileno (PP-R)
- Camada: polietileno reticulado, alumínio, polietileno de alta densidade (PE-X / Al / PE-HD)
- Camada de polietileno reticulado, alumínio, polietileno reticulado (PE-X / Al / PE-X)
- Camada de copolímero de um aleatório de polipropileno, alumínio, polipropileno copolímero aleatório (PP-R / Al / PP-R)
- cloreto de polivinila, clorado (PVC-C)
- cloreto de polivinila - não amolecida (apenas água fria) (PVC-U)

### Metais[1]
- aço-carbono, geralmente galvanizado
- aço resistente à corrosão
- cobre (Cu-DHP)
- Chumbo era utilizado antigamente

Outros materiais, se os tubos fabricados a partir deles foram deixe em circulação e o uso generalizado na construção de sistemas de abastecimento de água.

#### Tubos de chumbo
Por muitos séculos, tubulações de água eram feitas de chumbo, devido à sua facilidade de processamento e durabilidade. O uso de tubos de chumbo foi uma causa de problemas de saúde devido à ignorância dos perigos do chumbo sobre o organismo humano, causando abortos e alta taxa de mortalidade de recém-nascidos. Tubos de chumbo, que foram instalados principalmente no final de século 1800 nos Estados Unidos, ainda são comuns hoje em dia, muitos das quais estão localizadas no nordeste e centro-oeste desse país. O seu impacto é relativamente pequeno, devido à incrustações das tubulações da evolução do chumbo na água; no entanto, tubos de chumbo são ainda prejudiciais. A maioria dos canos de chumbo que existem hoje estão a ser removido e substituídos com materiais mais comuns, cobre, ou de algum tipo de plástico.